# Marin Aničić
Marin Aničić (* 17. srpna 1989, Mostar, SFR Jugoslávie) je bosenský fotbalový obránce a bývalý mládežnický reprezentant chorvatského původu, který hraje od roku 2019 v tureckém klubu Konyaspor.
Hraje na postu stopera (středního obránce).

## Klubová kariéra
- HŠK Zrinjski Mostar (mládež)
- HŠK Zrinjski Mostar 2007–2014
- FC Astana 2014–2019 [1][2]
- Konyaspor 2019–

## Reprezentační kariéra
Působil v bosenské mládežnické reprezentaci U21.